# Tuy Sereivathana
Tuy Sereivathana (nascido em 1970) é um ambientalista cambojano que trabalhou na resolução de conflitos entre elefantes e pessoas no Camboja. Ele recebeu o Prémio Ambiental Goldman em 2010.